# Бухгалтерський баланс
Балáнс бухгáлтерський (також балансовий звіт, баланс) — звіт про фінансовий стан підприємства на певну дату, який показує у грошовому еквіваленті його господарські засоби (активи) та джерела їх утворення (зобов'язання і власний капітал). 
Мета складання балансу ― надання користувачам повної, правдивої, неупередженої інформації про фінансовий стан підприємства на звітну дату. Баланс дає можливість визначити склад та структуру майна підприємства, ліквідність та оборотність засобів, наявність власного та запозиченого капіталу, зміну дебіторської та кредиторської заборгованості та інші показники. Отримання такої інформації ― необхідна умова для прийняття обґрунтованих управлінських рішень, а також для оцінки ефективності вкладень капіталу та ступеня фінансових ризиків.

## В Україні
Бухгалтерський баланс (офіційна форма звітності № 1) відображує запаси (залишки) на певний момент часу, на відміну від звіту про фінансовий стан підприємства (форма № 2) та звіту про рух грошових коштів (форма № 3), які відображують зміни за певний період часу.
Балансовий звіт формується з сальдо рахунків бухгалтерського обліку - дебетових сальдо активних рахунків, кредитових сальдо пасивних рахунків і дебетових і кредитових сальдо активно-пасивних рахунків.
Балансове рівняння - рівність між величиною активів і пасивів балансу.
Валюта балансу - величина активу або пасиву балансу.